# Karl Richard Ganzer
Karl Richard Ganzer (* 5. Mai 1909 in Gunzenhausen; † 11. Oktober 1943 bei Wyssokij bei Gomel) war ein antisemitischer deutscher Historiker zur NS-Zeit.

## Leben und Wirken
Der Kaufmannssohn absolvierte nach dem Abschluss seiner Schullaufbahn ein Studium der Geschichtswissenschaft an der Universität München. Er wurde 1932/33 bei Karl Alexander von Müller mit der sehr gut benoteten Arbeit „Richard Wagner und die Revolution“ zum Dr. phil promoviert. Während seines Studiums trat er dem NS-Studentenbund und bereits zum 1. November 1929 der NSDAP (Mitgliedsnummer 162.001) sowie im selben Jahr der SA bei. Ab 1935 gehörte er dem Sachverständigenbeirat des Reichsinstituts für Geschichte des Neuen Deutschlands an. Aus der 1935 mit Lydia Gottschewski geschlossenen Ehe gingen vier Kinder hervor. Ab 1938 leitete er die Münchner Zweigstelle des Reichsinstituts für Geschichte des Neuen Deutschlands.
Im Herbst 1941 wurde er ehrenhalber zum HJ-Bannführer ernannt. Nachdem Ende 1941 Walter Frank von dem Amt als Präsident des Reichsinstituts für Geschichte des Neuen Deutschlands entbunden wurde, übernahm Ganzer kommissarisch die Leitung des Instituts. In diesem Zusammenhang verfasste er das Werk Das Reich als europäische Ordnungsmacht. Dieses Pamphlet wurde zu seiner Zeit überaus erfolgreich. Es erreichte 378 Auflagen und 850.000 Verkaufsexemplare. Ganzer wurde 1943 zur Wehrmacht eingezogen. Er fiel am 11. Oktober 1943 in der Belarussischen SSR. Posthum wurde Ganzer am 15. September 1944 das Ritterkreuz zum Kriegsverdienstkreuz verliehen.
Seine Schriften wurden 1946 in der Sowjetischen Besatzungszone auf die Liste der auszusondernden Literatur gesetzt. Ganzers umfangreicher Nachlass befindet sich im Bundesarchiv Koblenz, darunter Aktenmaterial aus seiner Institutstätigkeit und publizistische Arbeiten.

## Schriften (Auswahl)
- Weiter, nur weiter!: Der Roman d. dt. Aufbruchs 1917–1933, Loewe, Stuttgart 1933.
- Richard Wagner, der Revolutionär gegen das 19. Jahrhundert, Bruckmann, München 1934. (Zugl.: München, Phil. I. Sekt., Dissertation)
- Vom Ringen Hitlers um das Reich: 1924–1933, Zeitgeschichte, Berlin 1935 (2. Auflage 1942)
- Das deutsche Führergesicht, J. F. Lehmanns Verl., München 1935. (bis 1941 in vier Auflagen erschienen)
- Geist und Staat im 19. Jahrhundert, Hanseat. Verl. Anst., Hamburg 1936.
- 9. November 1923, Albert Langen/Georg Müller, München 1936
- Richard Wagner und das Judentum, Hanseat. Verl. Anst., Hamburg 1939
- Der heilige Hofbauer, Hanseat. Verl. Anst., Hamburg 1939
- Aufstand und Reich, J. F. Lehmanns Verl., München 1940 (2. Auflage 1942)
- Das Reich als europäische Ordnungsmacht, Hanseat. Verl. Anst., Hamburg 1941